# Giải thưởng Akutagawa
Giải thưởng Akutagawa (芥川龍之介賞 Akutagawa Ryūnosuke Shō) là một giải thưởng văn học của Nhật Bản được tổ chức nửa năm một lần. Bởi vì đây là một giải thưởng uy tín và người chiến thắng nhận được một sự chú ý đáng kể từ truyền thông nên Giải thưởng Akutagawa, song song với Giải thưởng Naoki, là một trong những giải thưởng văn học được theo đuổi nhiều nhất Nhật Bản.